# Hainanhare
Hainanhare (Lepus hainanus) är en däggdjursart som beskrevs av Swinhoe 1870. Lepus hainanus ingår i släktet harar och familjen harar och kaniner. IUCN kategoriserar arten globalt som sårbar. Inga underarter finns listade.
Denna hare lever endemisk på ön Hainan och vistas där i låglandet eller i kulliga områden. Habitatet utgörs av gräsmarker.